# HD78702
HD78702 — хімічно пекулярна зоря спектрального класу A1, що має видиму зоряну величину в смузі V приблизно  5,7.
Вона  розташована на відстані близько 260,5 світлових років від Сонця.

## Фізичні характеристики
Зоря HD78702 обертається 
дуже швидко 
навколо своєї осі. Проєкція її екваторіальної швидкості на промінь зору становить  Vsin(i)=222км/сек.

## Пекулярний хімічний склад
Зоряна атмосфера HD78702 має підвищений вміст 
Si
.